# Người Latvia
Người Latvia (tiếng Latvia: latvieši; tiếng Livonia: leţlizt) là một dân tộc Baltic, bản địa nơi ngày nay là Latvia và vùng địa lý lân cận. Người Latvia sử dụng chung tiếng Latvia.